# Джессі Спенсер
Джессі Спенсер (англ. Jesse Gordon Spencer; нар. 12 лютого 1979) — австралійський кіноактор, найбільш відомий роллю Роберта Чейза в телесеріалі «Доктор Хаус» та лейтенанта Метью Кейсі в «Пожежниках Чикаго».

## Біографія
Джесс Спенсер народився в Мельбурні, Австралія. У нього два брати, Тарнов (хірург лицевої пластики) і Люк (кістково-пластичний хірург), і сестра Поллі (інтерн станом на 2021 рік). Його батько — доктор Родні Спенсер, терапевт. Мати — Робін Спенсер. Закінчив початкову школу в Кентербері (Мельбурн), школу «Молверн Сентрал» і Скотч Коледж (Мельбурн).
В Австралії та Великій Британії Спенсер широко відомий за свою роль Біллі Кеннеді в австралійській мильній опері «Сусіди», в якій він грав шість років (з 1994 по 2000). Повернувся, щоб зіграти ту саму роль у 2005 році в спеціальному епізоді, присвяченому 20-річчю шоу.
Після появи в «Сусідах» він знявся в таких фільмах, як «Проти течії», «Міські дівчата» і «Смерть в семінарії».
У 2004–2012 роках виконував роль доктора Роберта Чейза, реаніматолога і хірурга, в медичній драмі «Доктор Хаус». Також Спенсер знявся у фільмі «Flourish» (Розквіт) разом з Дженніфер Моррісон.
Пізніше, з 2012 по 2021 рік, грав пожежного Меттью Кейсі в драмі NBC «Пожежники Чикаго».
У 2022 році стало відомо, що він повернеться до фінального сезону «Сусідів» для завершення серіалу.

## Особисте життя
23 грудня 2006 року Спенсер заручився з Дженніфер Моррісон, партнером по серіалу «Доктор Хаус», після того, як зробив їй пропозицію в Парижі. Згідно його інтерв'ю журналу InStyle Weddings, пара познайомилася в березні 2004 року в аеропорту Ванкувера, звідки вони їхали на фільмування першої серії «Доктор Хауса», але зустрічатися вони почали тільки в липні.
Моррісон і Спенсер також повідали, що весілля мало пройти у приватному маєтку в Лос-Анджелесі у 2007 році. Однак у серпні 2007 року вони повідомили про розрив. У 2008–2010 рр. Спенсер зустрічався з актрисою і співачкою Луїз Гріффітс, а у 2010–2013 з бразильською серферкою Маєю Габейра.
2014 року почав зустрічатись з нейробіологом Калі Вудрафф Карр. Пара одружилася 27 червня 2020 року.
У листопаді 2021 року Спенсер став громадянином США.
З десяти років Спенсер грав на скрипці, також він грає на гітарі та піаніно. Він є великим шанувальником серіалів «Зоряний крейсер Галактика» та «Секретні матеріали».

## Нагороди
За свою роботу в телесеріалі «Доктор Хаус» 11 травня 2006 року він отримав «Золотий бумеранг» від асоціації «Австралійці в кіно». У 2007 році журнал «People Magazine» включив його в випуск «100 найкрасивіших людей».

## Фільмографія
| Рік  | Назва українською                    | Оригінальна назва                | Роль                       | Нотатки                |
| ---- | ------------------------------------ | -------------------------------- | -------------------------- | ---------------------- |
| 2000 | Лорна Дун                            | Lorna Doone                      | Марвуд де Вічехолз         |                        |
| 2001 | Прокляття талісмана                  | Curse of the Talisman            | Джеремі Кемпбелл           |                        |
| 2001 | Перемагаючи Лондон                   | Winning London                   | Лорд Джеймс Браунінг, мол. |                        |
| 2002 | Сім'я Робінзонів                     | Stranded                         | Фріц Робінзон              |                        |
| 2003 | Проти течії                          | Swimming Upstream                | Тоні Фінглтон              |                        |
| 2003 | Міські дівчата                       | Uptown Girls                     | Ніл Фокс                   |                        |
| 2004 | Екшнмен: робот Атак                  | Action Man: Robot Atak           | Флінт (голос)              | анімаційні вставки     |
| 2006 | Розквіт                              | Flourish                         | Едді Гейтор                |                        |
| 2006 |                                      | The Script                       | Бен                        | Короткометражний фільм |
| 2010 |                                      | Tell-Tale                        | Коханець                   | Короткометражний фільм |
| 2013 |                                      | Skum Rocks!                      | Девід Локгарт              |                        |
| 2015 | Дівчина в біді                       | The Girl Is in Trouble           | Ніколас Файнштейн          |                        |
| 2021 | Дива риба в Божій кімнаті очікування | Queer Fish in God's Waiting Room | Ліам                       | Короткометражний фільм |

| Рік       | Назва українською         | Оригінальна назва    | Роль                    | Нотатки            |
| --------- | ------------------------- | -------------------- | ----------------------- | ------------------ |
| 1994      | Слід крізь час            | Time Trax            | Білл в дитинстві        | Сезон 2 серія 4    |
| 1994–2022 | Сусіди                    | Neighbours           | Біллі Кеннеді           | 472 серії          |
| 1998      | Геракл                    | Hercules             | Тритон молодший (голос) | Сезон 1 серія 33   |
| 2002      |                           | Saishu Heiki Kanojo  | Батько Шудзі (голос)    | Сезон 1 серія 13   |
| 2003      | Смерть у священнослужінні | Death in Holy Orders | Рафаель Арбутнот        | Сезон 1 серія 1, 2 |
| 2004–2012 | Доктор Хаус               | House                | доктор Роберт Чейз      | 173 серії          |
| 2006      |                           | Blue Heelers         | Лі Крукшенк             | Сезон 12 серія 19  |
| 2012–2024 | Пожежники Чикаго          | Chicago Fire         | лейтенант Метью Кейсі   | 205 серій          |
| 2013      | Фінеас і Ферб             | Phineas and Ferb     | Ліам МакКракен (голос)  | Сезон 4 серія 4    |
| 2014–2019 | Поліція Чикаго            | Chicago P.D.         | лейтенант Метью Кейсі   | 7 серій            |
| 2017–2019 | Медики Чикаго             | Chicago Med          | лейтенант Метью Кейсі   | 4 серії            |